# Bolboceratinae
Bolboceratinae (лат.) — подсемейство жуков-навозников.

## Описание
Жуки средних размеров; в длину обычно достигают 10—14 мм. Усики 11-сегментные с трёх-сегментной булавой. В передней части передних бёдер отсутствует резкое пятно из жёлтых шелковистых волосков. Крылья всегда развиты. На надкрыльях имеется тонкая пришовная бороздка.

## Экология
Взрослые жуки питаются подземными грибами. Личинки питаются гумусом почвы.

## Размножение
Самка откладывает яйца в норки.

## Палеонтология
Древнейший представитель подсемейства (†Cretobolbus rohdendorfi) был найден в раннемеловых отложениях Забайкалья.

## Систематика
- Подсемейство: Bolboceratinae Mulsant, 1842
  - Триба: Athyreini Howden & Martinez, 1963
    - Род: Athyreus MacLeay, 1819
    - Род: Neoathyreus Howden and Martínez, 1963
    - Род: Parathyreus Howden & Martinez, 1963
    - Род: Pseudoathyreus Howden & Martinez, 1963

  - Триба: Bolboceratini Mulsant, 1842
    - Род: Australobolbus Howden & Cooper, 1977
    - Род: Blackbolbus Howden & Cooper, 1977
    - Род: Blackburnium Boucomont, 1911
    - Род: Bolbaffer Vulcano, Martinez & Pereira, 1969
    - Род: Bolbaffroides Nikolaev, 1979
    - Род: Bolbapium Boucomont, 1911
    - Род: Bolbelasmus Boucomont, 1911
    - Род: Bolbobaineus Howden & Cooper, 1977
    - Род: Bolbocaffer Vulcano, Martinez & Pereira, 1969
    - Род: Bolboceras Kirby, 1819
    - Род: Bolbocerastes Cartwright, 1953
    - Род: Bolboceratex Krikken, 1984
    - Род: Bolboceratops Krikken, 1978
    - Род: Bolbocerodema Nikolaev, 1973
    - Род: Bolboceroides Vulcano, Martinez & Pereira, 1969
    - Род: Bolbocerosoma Schaeffer, 1906
    - Род: Bolbochromus Boucomont, 1909
    - Род: Bolbogonium Boucomont, 1911
    - Род: Bolbohamatum Krikken, 1980
    - Род: Bolboleaus Howden & Cooper, 1977
    - Род: Bolborhachium Boucomont, 1911
    - Род: Bolborhinum Boucomont, 1911
    - Род: Bolborhombus Cartwright, 1953
    - Род: Bolbothyreus Howden, 1973
    - Род: Bolbotrypes Olsoufieff, 1907
    - Род: Bradycinetulus Cockerell, 1906
    - Род: Elephastomus W.S. Macleay, 1819
    - Род: Eubolbitus Reitter, 1892
    - Род: Eucanthus Westwood, 1848
    - Род: Gilletinus Boucomont, 1932
    - Род: Halffterobolbus Martinez, 1976
    - Род: Meridiobolbus Krikken, 1984
    - Род: Mimobolbus Vulcano, Martinez & Pereira, 1969
    - Род: Namibiobolbus Krikken, 1984
    - Род: Namibiotrupes Krikken, 1977
    - Род: Pereirabolbus Martínez, 1976
    - Род: Prototrupes Krikken, 1977
    - Род: Socotrabolbus Cambefort, 1998
    - Род: Somalobolbus Carpaneto, Mignani & Piattella, 1992
    - Род: Stenaspidius Westwood, 1848
    - Род: Zefevazia Martínez, 1954